# Cartierul Mărăști din Cluj-Napoca

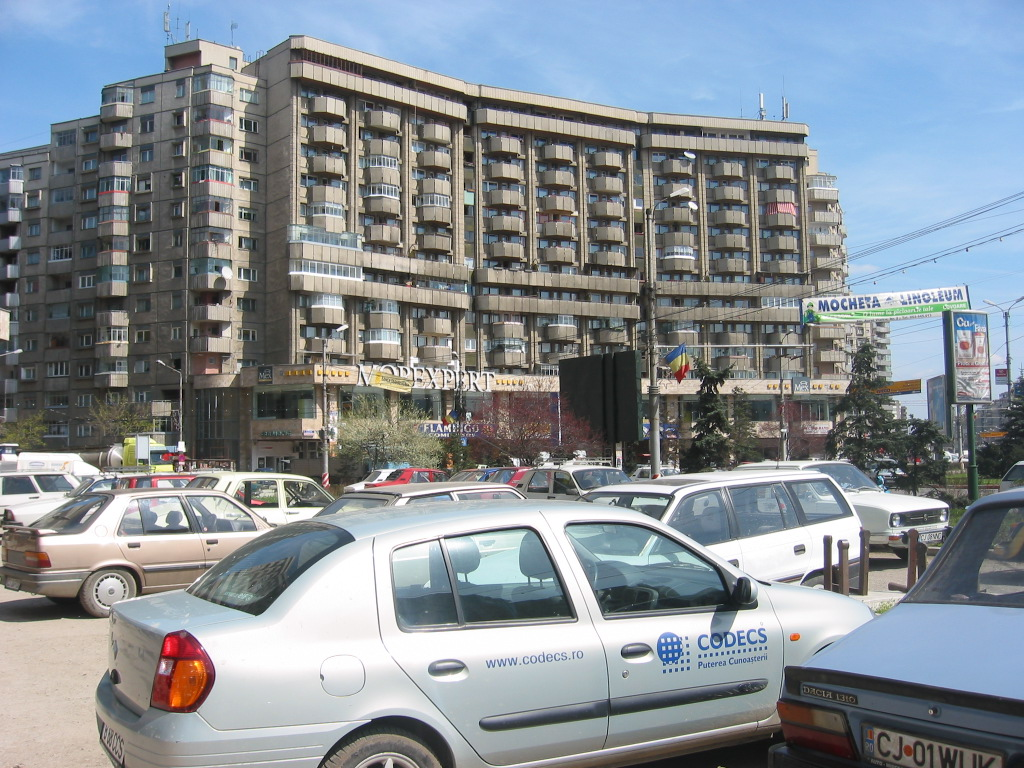
Piața Mărăști

Mărăști este un cartier în Cluj-Napoca, situat în partea de nord-est a orașului. Denumirea provine de la localitatea omonimă care a fost un important câmp de luptă în Primul Război Mondial. Cartierul deține o primărie de cartier a municipiului Cluj-Napoca, aflată pe str. Porumbeilor nr. 41 (colț cu Str. Paris).

## Descriere
Populația numeroasă a cartierului trăiește în blocuri de locuințe de 4, 8 , 10 sau chiar 14 etaje în unele locuri, dotate cu apartamente de 1, 2, 3, 4, sau mai multe camere, construite în perioada 1970-1989.

## Clădiri
Cele mai importante clădiri ale cartierului sunt:
- Biserica Sf. Petru și Pavel din Cluj-Napoca
- Sediul Sucursalei Transilvania a Băncii Române pentru Dezvoltare;
- Sediul central al Bibliotecii Județene „Octavian Goga”;
- Pavilionul expozițional regional „Expo Transilvania”; [1]
- Fabrica de Pensule
- Campusul Universitar Mărăști
- Iulius Mall
- Consilul Județean Cluj
- Universitatea Babes Bolyai - FSEGA
- Universitatea Dimitrie Cantemir - Facultatea de Științe Economice
- Hotelul „Univers T” – fosta Casă a Tineretului.

## Artere

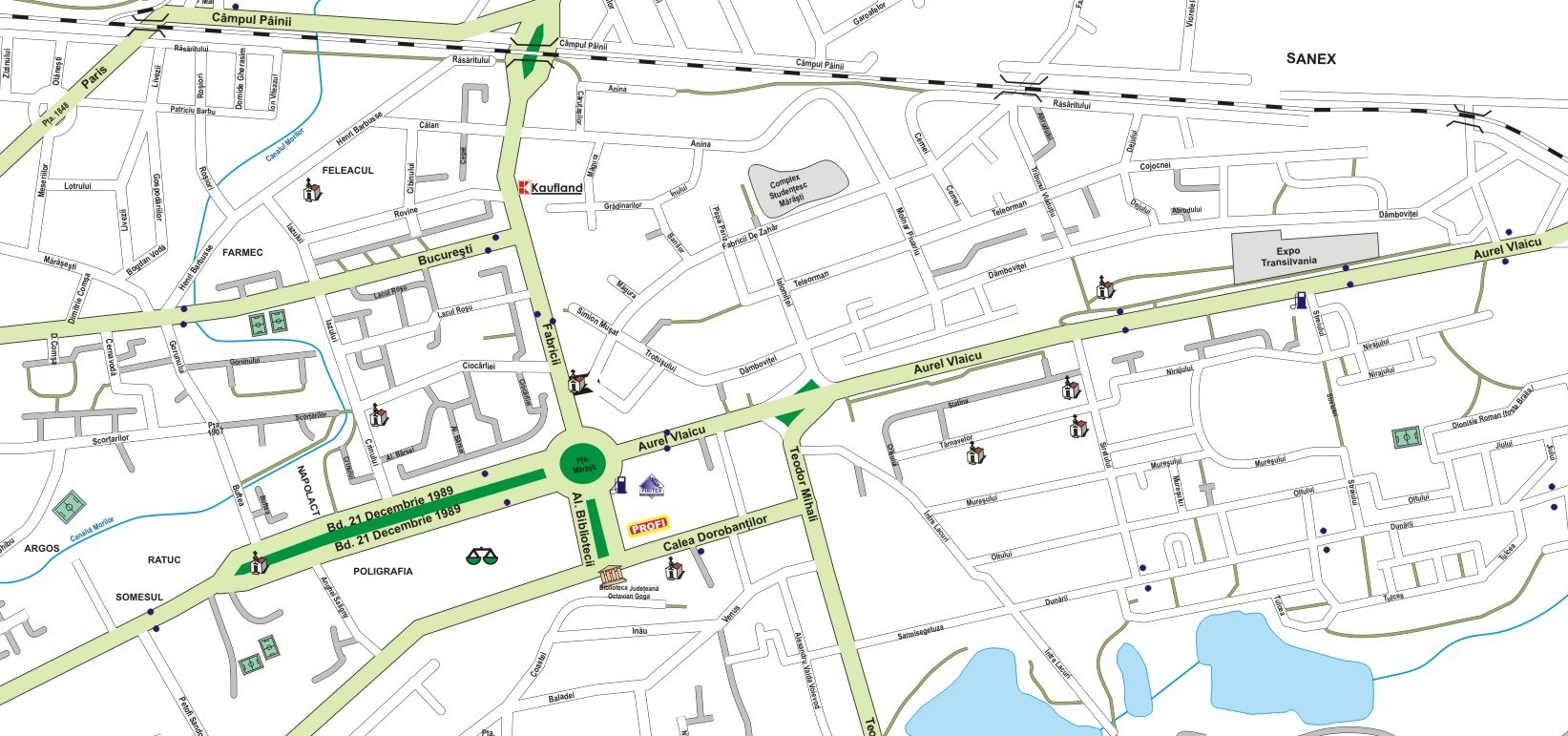
Harta Cartierului Marasti

Piața Mărăști reprezintă centrul comercial al cartierului. Cele mai importante artere rutiere care leagă Mărăștiul de zona centrală a municipiului sunt:
- Calea Dorobanților;
- Bd. 21 decembrie 1989;
- Bd. București,
- Str. Fabricii,
- Str. Aurel Vlaicu